# Astral Impex
Astral Impex este unul dintre cei mai mari distribuitori de bunuri de larg consum din România.
Este partener al producătorilor Philip Morris, Kraft Foods sau Wrigley.
Astral Impex, cu sediul central la Arad, este deținut de frații Ioan și Floare Cuc, cei care au adus pe piața locală lanțul de supermarketuri SPAR prin contract de licență.
Cifra de afaceri în 2007: 168 milioane euro (560,4 milioane lei)